# Le Mesnil-Rainfray
Le Mesnil-Rainfray ist eine Ortschaft und eine ehemalige französische Gemeinde mit 210 Einwohnern (Stand: 1. Januar 2022) im Département Manche in der Region Normandie (vor 2016: Basse-Normandie). Sie gehörte zum Arrondissement Avranches und zum Kanton Isigny-le-Buat.
Mit Wirkung vom 1. Januar 2017 wurden die früheren Gemeinden Juvigny-le-Tertre, La Bazoge, Bellefontaine, Chasseguey, Chérencé-le-Roussel, Le Mesnil-Rainfray und Le Mesnil-Tôve zu einer Commune nouvelle mit dem Namen Juvigny les Vallées fusioniert und haben in der neuen Gemeinde den Status einer Commune déléguée. Der Verwaltungssitz befindet sich im Ort Juvigny-le-Tertre.

## Geografie
Le Mesnil-Rainfray liegt etwa 25 Kilometer östlich von Avranches am Rande der Halbinsel Cotentin.

## Bevölkerungsentwicklung
| Jahr                       | 1962 | 1968 | 1975 | 1982 | 1990 | 1999 | 2006 | 2013 |
| Einwohner                  | 514  | 446  | 381  | 298  | 249  | 237  | 243  | 224  |
| Quellen: Cassini und INSEE |      |      |      |      |      |      |      |      |

## Sehenswürdigkeiten

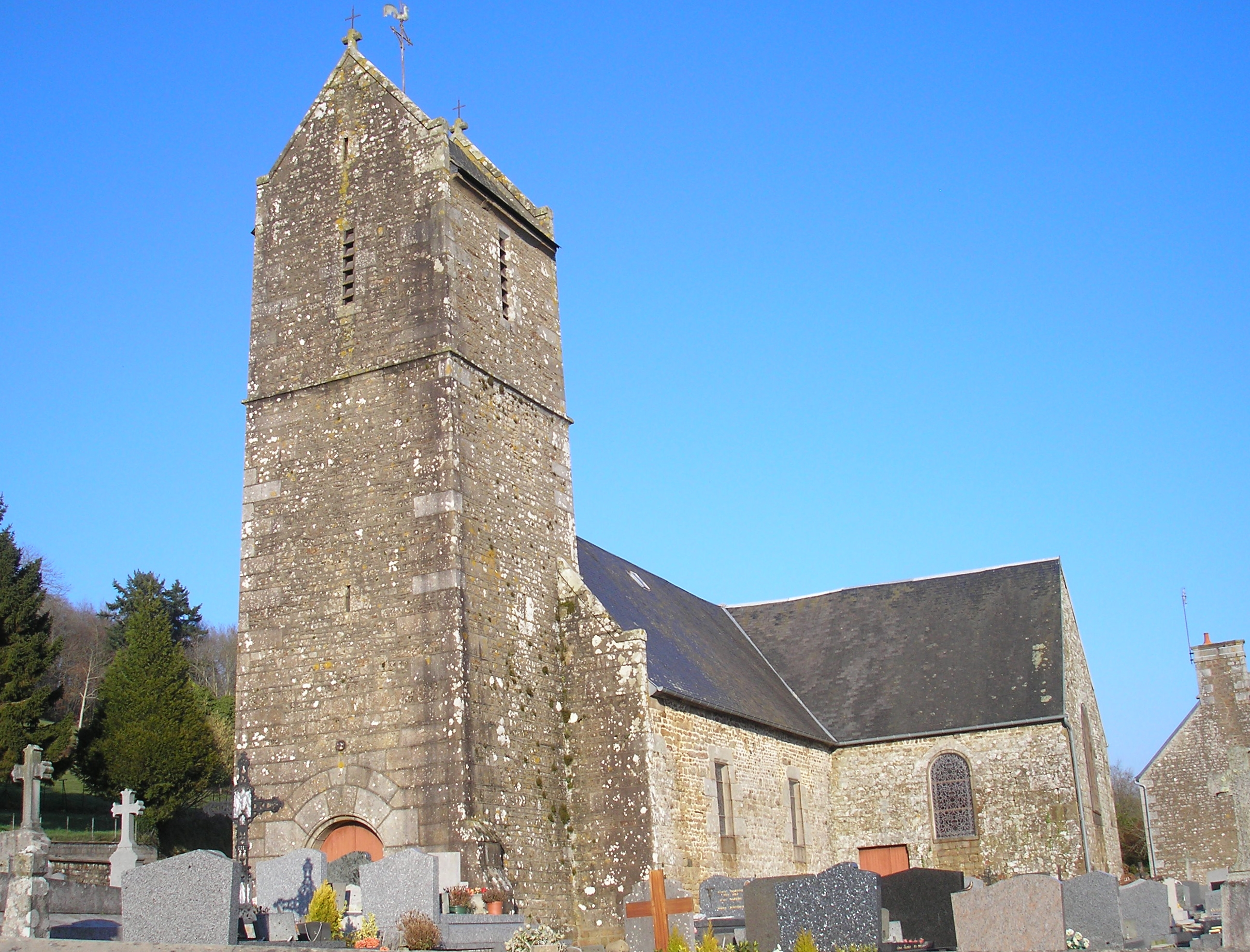
Kirche Saint-Martin

- Kirche Saint-Martin